# Clémencey
Clémencey ist eine Ortschaft und eine ehemalige französische Gemeinde mit 120 Einwohnern (Stand: 1. Januar 2019) im Département Côte-d’Or in der Region Bourgogne-Franche-Comté. Sie gehörte zum Arrondissement Beaune und zum Kanton Longvic. Die Einwohner werden Couchois genannt.
Mit Wirkung vom 1. Januar 2019 wurden die ehemaligen Gemeinden Clémencey und Quemigny-Poisot zur Commune nouvelle Valforêt zusammengelegt und haben in der neuen Gemeinde den Status einer Commune déléguée. Der Verwaltungssitz befindet sich im Ort Clémencey.

## Geographie
Clémencey liegt etwa 14 Kilometer südwestlich von Dijon. Nachbarorte von Clémencey sind Fleurey-sur-Ouche im Norden, Flavignerot im Nordosten, Couchey und Fixin im Osten, Brochon im Osten und Südosten, Chambœuf im Süden, Quemigny-Poisot im Südwesten sowie Urcy im Nordwesten.

## Bevölkerungsentwicklung

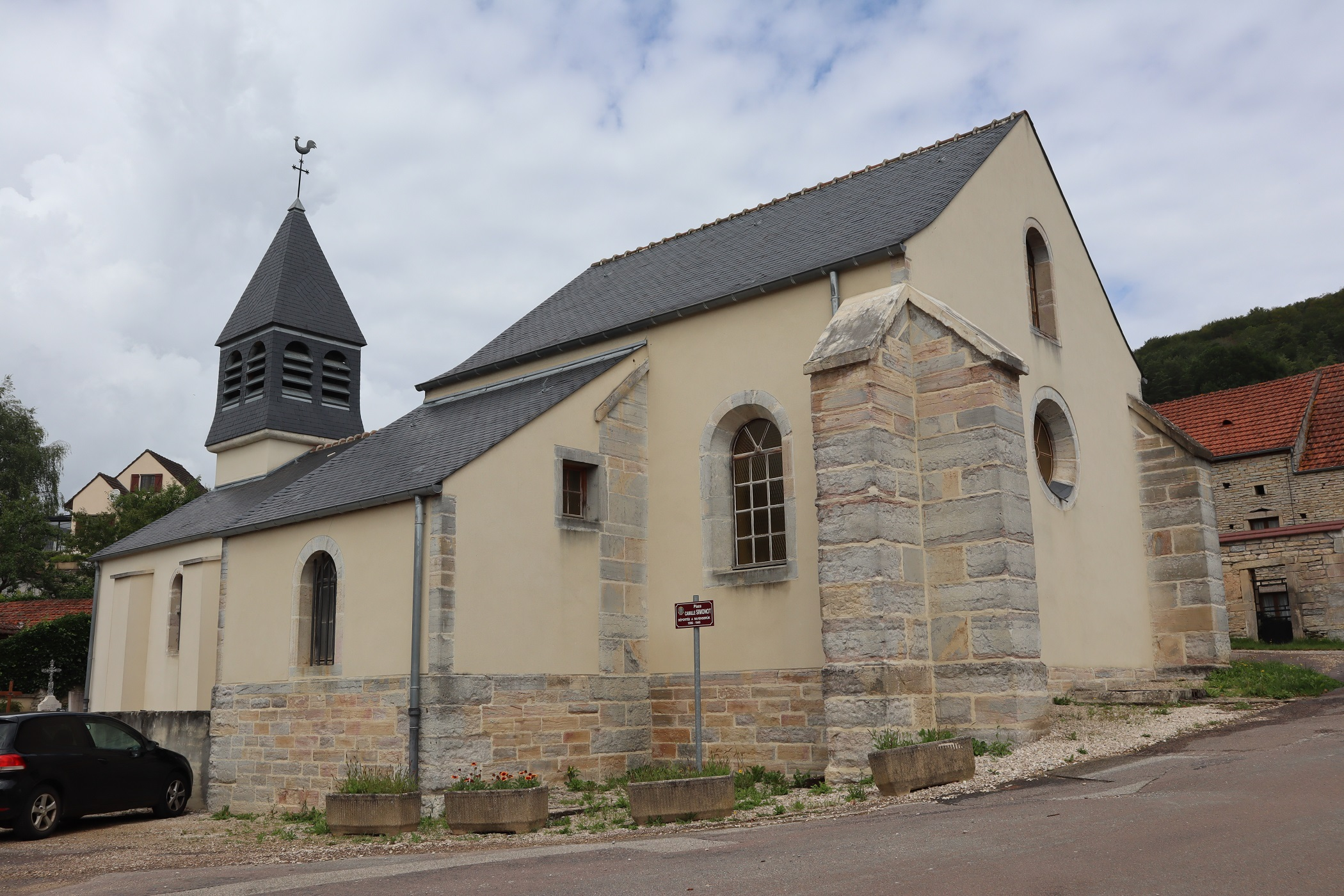
Kirche Saint-Pierre

| Jahr                      | 1962 | 1968 | 1975 | 1982 | 1990 | 1999 | 2006 | 2013 |
| Einwohner                 | 45   | 41   | 41   | 58   | 59   | 92   | 114  | 122  |
| Quelle: Cassini und INSEE |      |      |      |      |      |      |      |      |